# Rosetta Jane Birks
Rosetta Jane "Rose" Birks (Adelaida, 1856-Adelaida, 1911) fue una reformadora social y filántropa australiana, que desempeñó un papel clave en el sufragio de las mujeres del sur de Australia.

## Biografía
Birks, cuyo apellido de soltera era Thomas, nació en Adelaida, Australia Meridional el 12 de marzo de 1856 de padres ingleses William Kyffin Thomas, propietario de los periódicos Observer y Register, y su esposa Mary Jane Thomas, de soltera Good. Conocida por su familia como Rose, estuvo muy involucrada en la Iglesia Bautista Flinders Street en Adelaida que su padre ayudó a establecer.
En 1879, se casó con el viudo de su hermana, el rico comerciante bautista Charles Napier Birks y se convirtió en madrastra de sus seis sobrinas y sobrinos. La familia Birks luego establecería los grandes almacenes Charles Birks & Co en Rundle Street, Adelaida.

## Filantropía
A lo largo de su vida, estuvo involucrada en la promoción de los derechos de las mujeres y los problemas sociales. Presidió varias asociaciones de mujeres bautistas, incluyendo un sindicato de madres y un gremio de mujeres que estableció para proporcionar una red de apoyo a las trabajadoras miembros de su iglesia.
En 1882, se unió a la predecesora de la Women's Suffrage League, la Sociedad de Pureza Social de Damas asumiendo el papel de tesorera.
En 1902, ayudó a fundar y se convirtió en vicepresidenta de la rama australiana del sur del Consejo Nacional de Mujeres de Australia con la sufragista Mary Lee.

## Sufragio femenino
Birks y su esposo a menudo organizaban 'tardes de salón' en su casa de Glenelg para discutir los temas sociales clave del día. Inevitablemente, esto conduciría a la discusión de los derechos de las mujeres y el tema del sufragio, y Birks fue clave para obtener el apoyo local para la participación de las mujeres.
A través de su papel en la Sociedad de Pureza Social de Damas, rápidamente se involucró en la Liga de Sufragio de Mujeres, aceptando el puesto de Tesorera en su segunda reunión en 1888. Mantendría este puesto hasta que la Liga dejara de funcionar y durante este tiempo viajó a Inglaterra para reunirse con mujeres involucradas en el movimiento de sufragistas británicas.  
Fue orgullosamente la primera en la mesa electoral de Glenelg en votar en abril de 1896.

## Muerte
Comprometida con su iglesia hasta el final, Birks se desmayó y murió de miocarditis mientras se dirigía a una reunión de la Iglesia Congregacional de College Park en Adelaida el 3 de octubre de 1911.
Fue sepultada en el cementerio de West Terrace, Adelaida.